# عثمان بن سعيد العمري
أَبُو عَمْرٍو عُثْمَانُ بْنُ سَعِيدٍ ٱلْعَمْرِيُّ ٱلْأَسَدِيُّ أول سفراء  الإمام محمد بْنِ الحسن المهدي عند الشيعة، وأبٌ للنائب الثاني الذي حلّ محلّه بعد وفاته، ويُعدّ من أصحاب الإمامَيْنِ: الحسنِ العسكري، وعليٍّ الهادي. ويقال له السَّمَّان؛ لأنّه كان يتّجر في السَّمْن؛ تستّراً من العباسيين والمخالفين.
وقد وصف الشيخ الطوسي في كتاب الغيبة النوابَ الأربعة بمن فيهم عثمان بن سعيد، بقوله: إنّهم كانوا أهل عقل، وأمانة، وثقة ظاهرة، ودراية، وفَهْم، وتحصيل، ونباهة، وكانوا معظَّمين عند سلاطين وقتهم؛ لعِظَم أقدارهم، وجلالة محلّهم، مُكرَّمين لظاهر أمانتهم، واشتهارِ عدالتهم، وهم الذين اختصهم الإمام الحسن العسكري في حياته أمناءَ له في وقته.

## اسمه ولقبه
أبو عمرو «عثمان بن سعيد العمري» وكان «أسدياً» وإنّما سُمِّي العمري لما رواه أبو نصر هبة الله بن محمد بن أحمد الكاتب ابن بنت أبي جعفر العمري، كان أسدياً فنسب إلى جده فقيل العمري، ويقال له «العسكري» أيضا لأنّه كان من عسكر سر من رأى، ويقال له «السمّان» لأنّه كان يتّجر في السمن تغطية على الأمر.
وكان الشيعة إذا حملوا إلى أبي محمد ما يجب عليهم حمله من الأموال أنفذوا إلى أبي عمرو فيجعله في جراب السمن وزقاقه ويحمله إلى أبي محمد تقية وخوفاً.

## حياته
لم تذكر المصادر التاريخية تفاصيل حياة السفير وخصوصياته كولادته وشبابه. قال بعض العلماء عنه أنّه من أصحاب الإمام محمد الجواد وخدم عنده، وله إحدى عشرة سنة وله إليه عهد معروف، ولم يترك خدمته وحظي عثمان بثقة الإمام محمد الجواد به فكان يعتمد عليه في أموره ويوكل إليه في مهامه.
وعن أحمد بن إسحاق، عن أبي الحسن ـ يعني عن علي الهادي ـ قال: سألته وقلت: من أعامل؟ وعمّن آخذ وقول من أقبل؟ فقال: «العمري ثقتي، فما أدّى إليك عنّي فعنّي يؤدّي، وما قال لك عنّي فعنّي يقول، فاسمع له وأطع، فإنه الثقة المأمون»، وعن أحمد بن إسحاق أيضا، أنّه سأل أبا محمّد ـ يعني الحسن العسكري ـ عن مثل ذلك؟ فقال: «العمري وابنه ثقتان، فما أدّيا إليك فعنّي يؤدّيان وما قالا لك فعنّي يقولان، فاسمع لهما وأطعهما، فإنهما الثقتان المأمونان».
وبعد شهادة الإمام علي الهادي نال العمري ثقة الإمام الحسن العسكري به وأبقاه إلى جانبه وأنزله نفس المنزلة التي كان والده ينزله بها.
وعندما جاء بعض الشيعة من اليمن بالأمول الشرعية إلى الإمام الحسن العسكري، قال لخادمه امض فائتنا بعثمان بن سعيد العمري، فلمّا دخل عثمان قال له أبا محمد: امض يا عثمان فإنك الوكيل والثقة المأمون على مال الله واقبض من هؤلاء النفر اليمنيين ما حملوه من المال. فقال الحاضرون عند أبا محمد: يا سيدنا والله إنّ عثمان لمن خيار شيعتك ولقد زدتنا علما بموضعه من خدمتك وإنه وكيلك وثقتك على مال الله تعالى. قال: نعم، واشهدوا على أنّ عثمان بن سعيد العمري وكيلي وأنّ ابنه محمداً وكيل ابني مهديكم.
وفي رواية أخرى، عن جماعة من الشيعة منهم علي بن بلال وأحمد بن هلال ومحمد بن معاوية بن حكيم والحسن بن أيوب بن نوح أنّهم أرادوا ان يسألوا الإمام الحسن العسكري عن الحجّة من بعده وفي مجلسه أربعون رجلا، فقال: أخبركم بما جئتم. قالوا: نعم، يا ابن رسول الله. قال: جئتم تسألوني عن الحجة من بعدي. قالوا: نعم. فإذا غلام كأنّه قطع قمر أشبه الناس بأبي محمد فقال: هذا إمامكم من بعدي وخليفتي عليكم أطيعوه ولا تتفرقوا من بعدي فتهلكوا في أديانكم ألا وإنكم لا ترونه من بعد يومكم هذا، فاقبلوا من عثمان ما يقوله وانتهوا إلى أمره واقبلوا قوله فهو خليفة إمامكم والأمر إليه. وجاء خبر هؤلاء الأربعين مفصلاً في رجال النجاشي ص. 41 و202 و323.
بقي عثمان بن سعيد ملازماً للإمام الحادي عشر الحسن العسكري وهو الذي – كما يقول الشيخ الطوسي: أنه لما مات الحسن بن علي حضر غسله عثمان بن سعيد وأرضاه وتولى جميع أمره في تكفينه وتحنيطه وتقبيره مأمورا بذلك- أي من قبل الحجة - للظاهر من الحال التي لا يمكن جحدها ولا دفعها إلا بدفع حقائق الأشياء في ظواهرها.

## مرحلة السفارة
مثّل عثمان بن سعيد إحدى الوجوه الإمامية البارزة وهو حلقة مهمة من حلقات شبكة الوكالة وكان لمكانته ونشاطه الفاعل في عصر الإمامين العاشر والحادي عشر عند الشيعة في إدارة شبكة الوكالة دور كبير في إجماع شبكة الوكالة – تقريبا- على التسليم له والأخذ بما يردهم عنه من دون أن يكلفوه الاتيان بمعجزة أو حجة. وقد ساعده في ترسيخ ذلك بعض أصحاب الحسن العسكري ممن تشرف بلقاء ولده المهدي. كأحمد بن إسحاق القمي.
عيّنه الإمام المهدي سفيراً أوّلاً له في عصر الغَيبة الصغرى، وكانت سفارته من ربيع الأوّل 260 هـ إلى عام 265 هـ.
وقد نصّ الإمام العسكري على وكالته وسفارته أمام جماعة من أوليائه وشيعته في سامراء.
كما نصّ الإمام المهدي على سفارته أمام جماعة جاءت من قم إلى دار الإمام العسكري في سامراء.

## أهم مسؤوليات ومهام السفير
كان السفراء الخاصون الأربعة ومنهم عثمان بن سعيد يمثلون من جهة خصوصيتهم الحلقة الأمينة بين المهدي وبين شيعته فهم يحملون الرسائل والأجوبة والمسائل مباشرة مع المهدي. ويرونه ويسألونه ويبلغون عنه، ومن جهة أخرى تحمّلوا مسؤولية الحفاظ على عامة الشيعة وعقائدهم، بالإضافة إلى الحفاظ على شبكة الوكلاء الخاصين التي شكلها في جميع البلدان، ولاريب أن هذه من المهمام الكبيرة التي وقعت على كاهل السفراء الأربعة، ومن نماذج تلك المحافظة محاولتهم صرف نظر الحكام والظالمين عن الشيعة ونشاطاتهم؛ لأنّ الدولة كانت شديدة الاهتمام بمعرفة مصير الإمام عجل الله تعالى فرجه وطبيعة تحركاته ونوع العلاقة بينه وبين شيعته، حتى ان الدولة تدخلت في شؤون ميراث الامام العسكري.

## الجبهة المعارضة لسفارة السفير الأول
من الواضح أنّ غيبة المهدي اقترنت بالتوسع التدريجي لدور السفراء، فساهم هذا الأمر في توفير أرضية مناسبة لمدّعي الوكالة أو النيابة من الذين ليسوا بوكلاء ولا بنواب للمهدي حقاً، وقد وقع ذلك في طول الغيبة الصغرى من قبل الغلاة، حيث انتشرت تلك العقائد بدرجة خطيرة جعلت النواب الأربعة أمام مسؤولية خطيرة تحتّم عليهم التصدي لمثل تلك الأفكار المغالية والتأكيد على خطورة الغلو والغلاة وبيان زيف المنتحلين للنيابة والسفارة.

## العراق مركز السفارات
بعد رحيل الحسن العسكري ألإمام الحادي عشر للشيعة لم يجد السفير الأول ضرورة للبقاء في سامراء (التي كانت تمثل عاصمة الدولة العباسية ومعسكر الجيش العباسي)، ومن هنا شدّ الرحال إلى بغداد لتبتعد حركة الشيعة والسفراء عن أعين السلطة وجواسيسها، واتخذ من حيّ الكرخ (الذي تقطنه أغلبية شيعيّة) مقراً له ومركزاً لإدارة شؤون الشيعة الإمامية.
و قد اعتمد السفير الأول مبدأ التقية ليكون في مأمن من الرقيب والواشي؛ ولذلك لم يدخل في صراع أو جدال مذهبي أو عقائدي أو سياسي، وكان يتّجر في السمن تغطية على الأمر فلقّب بالسمّان، وكان الشيعة إذا حملوا إلى أبي محمد ما يجب عليهم حمله من الأموال أنفذوا بذلك إليه فيجعله في جراب السمن وزقاقه ويحمله إلى أبي محمد تقية وخوفا.
وروى الكشي رسالة المهدي إلى اسحاق بقوله: فلا تخرجن من البلدة حتى تلقى العمري برضاي عنه وتُسلّم عليه وتعرفه ويعرفك فإنّه الطاهر الأمين العفيف القريب منا وإلينا فكل ما يحمل إلينا من شيء من النواحي فإليه يصير آخر أمره ليوصل ذلك إلينا.

## وفاة السفير الأول
مع أهمية الدور الذي لعبه السفير الأول عثمان بن سعيد إلا أنّ المصادر التأريخية لم تسجل لنا تاريخ وفاته بالتحديد، ومن هنا حاول المؤرخون المتأخرون إعطاء تواريخ تقريبية لتاريخ وفاته، منهم هاشم معروف الحسني الذي قال: استمرت سفارة عثمان بن سعيد إلى عام 265هجرية= 879 م ولم يبين لنا المصدر الذي استقى منه هذه المعلومة. في المقابل ذهب المؤرخ جواد علي إلى القول: بأن وفاته كانت بعد عشرين عاما من الغيبة الصغرى وتحديداً في عام 280هجرية، مستندا إلى التوقيع الذي قالوا بأنّه صدر من المهدي لابنه أبي جعفر بن عثمان يعزيه والشيعة بوفاة والده الذي اتسم بالورع والتقوى وينصبه فيه سفيراً عنه بعد رحيل أبيه.
إلا أنّ الشواهد التأريخية الأخرى تكشف عن قصر مدة سفارة الأول، ويشهد لذلك أنّ الشيخ الطوسي قال: تولى السفارة أبو محمد محمد بن عثمان بن سعيد في السنة التي توفي فيها أحمد بن هلال العبرتائي سنة 267هجرية، وكان من المعارضين لسفارة أبي جعفر بعد أبيه عثمان بن سعيد ومنكراً لها. ومن هنا يمكن القول بأنّ وفاة السفير الأول كانت ما بين 260 هجرية تاريخ وفاة الحسن العسكري وبين 267 هجرية.
بعد رحيل عثمان بن سعيد أوكل أمر السفارة وبأمر من المهدي. إلى ولده محمد بن عثمان بن سعيد، والذي كان الحسن العسكري قد أشار إليه من قبل ذلك أيضا.

## محل دفنه
يقع قبر عثمان بن سعيد في الجانب الغربي من مدينة السلام في شارع الميدان في أول الموضع المعروف في الدرب المعروف بدرب جبلّة في مسجد الدرب يمنة الداخل إليه، والقبر في نفس قبلة المسجد.
وقال الشيخ الطوسي: رأيت قبره في الموضع الذي ذكر وكان بُنِيَ في وجهه حائط وبه محراب المسجد وإلى جنبه باب يدخل إلى موضع القبر في بيت ضيق مظلم فكنا ندخل إليه ونزوره مشاهرة وكذلك من وقت دخولي إلى بغداد وهي سنة ثمان وأربعمائة إلى سنة نيف وثلاثين وأربعمائة.

## صحبته
كان من أصحاب الإمام الهادي والإمام العسكري والإمام المهدي.

## جوانب من حياته
- كان بوّأباً وخادماً للإمام الهادي
- كان وكيلاً للإمامينِ العسكري والمهدي.
- كانت الشيعة تحمل إليه الحقوق الشرعية والهدايا ليوصلها إلى الإمام العسكري أو الإمام المهدي.
- كانت توقيعات الإمام المهدي تخرج على يديه ويد ابنه محمّد بن عثمان إلى شيعته وخواص أبيه الإمام العسكري بالأمر والنهي، والأجوبة عمّا يسأل الشيعة عنه إذا احتاجت إلى السؤال فيه.

## من أقوال الأئمّة الشيعة فيه
1ـ قال الإمام الهادي: «هذا أبو عمرو الثقة الأمين، ما قاله لكم فعنّي يقوله، وما أدّاه فعنّي يؤدّيه».
2ـ قال الإمام العسكري: «هذا أبو عمرو الثقة الأمين، ثقة الماضي، وثقتي في المحيا والممات، فما قاله لكم فعنّي يقوله، وما أدّى إليكم فعنّي يؤدّي».
3ـ قال الإمام العسكري: «اشهدوا على أنّ عثمان بن سعيد العَمري وكيلي، وأنّ ابنه محمّداً وكيل ابني مهديّكم».
4ـ خطاب الإمام المهدي لمحمّد بن عثمان عند وفاة أبيه: «إنّا لله وإنّا إليه راجعون، تسليماً لأمره ورضاء بقضائه، عاش أبوك سعيداً ومات حميداً، ف وألحقه بأوليائه ومواليه، فلم يزل مجتهداً في أمرهم، ساعياً في ما يقرّبه إلى الله عزّ وجل، نضّر الله وجهه وأقاله عثرته».

## من أقوال العلماء فيه
1ـ قال الشيخ الطوسي: «جليل القدر، ثقة، وكيله»، أي: وكيل الإمام العسكري.
2ـ قال الشيخ الطوسي: «ولهما (أي: له ولأبنه) منزلة جليلة عند الطائفة».
3ـ قال العلاّمة الحلّي: «ثقة، جليل القدر، وكيل أبي محمّد».